# Фальконе, Владимиро
Влади́миро Фалько́не (итал. Wladimiro Falcone; родился 12 апреля 1995 года, Рим, Италия) — итальянский футболист, вратарь клуба «Лечче».

## Карьера
Владимиро Фальконе родился и вырос в Риме. В возрасте трёх месяцев он появился в фильме Карло Вердоне «Свадебные путешествия» в сцене, где главный герой, Джованнино Де Берарди, держит его на руках, пока разговаривает по телефону.

### Клубная
Владимиро Фальконе — воспитанник футбольных клубов «Вигор Перконти» и «Сампдория». За последних дебютировал в матче против «Милана». 1 января 2022 года заболел коронавирусом и пропустил неделю. Свой первый матч на ноль сыграл в матче против «Сассуоло».
19 июля 2014 года перешёл в аренду в «Комо». За клуб дебютировал в матче против футбольного клуба «Сампдория». Свой первый матч на ноль сыграл в матче против «Лумеццане». Всего за клуб сыграл 14 матчей, где пропустил 14 мячей и сделал 7 «сухарей».
20 июля 2015 года перешёл в аренду в «Савону». За клуб дебютировал в матче против «Терамо». Свой первый матч на ноль сыграл в матче против «Л’Акуила». Всего за клуб сыграл 31 матч, где пропустил 40 мячей и сделал 10 «сухарей».
8 июля 2016 года перешёл в аренду в «Ливорно». За клуб дебютировал в матче против футбольного клуба «Расинг Рома», где сделал «сухарь». Всего за клуб сыграл 3 матча, где пропустил 3 мяча и в двух матчах отстоял ворота насухо.
4 июля 2017 года перешёл в аренду в «Бассано Виртус». Свой единственный матч за клуб сыграл в кубке Серии С в матче против «ФеральпиСало».
13 января 2018 года перешёл в аренду в «Гаворрано». За клуб дебютировал в матче против «Робур Сиена». Свой первый матч на ноль сыграл в матче против «Пьяченцы». Всего за клуб сыграл 18 матчей, где пропустил 15 мячей и сделал 8 «сухарей».
23 августа 2018 года перешёл в аренду в «Луккезе». За клуб дебютировал в матче против «Ареццо». Свой первый матч на ноль сыграл в матче против «Алессандрии». Всего за клуб сыграл 41 матч, где пропустил 40 мячей и сделал 13 «сухарей».
1 сентября 2020 года перешёл в аренду в «Козенцу». За клуб дебютировал в матче против «Алессандрии». Свой первый «сухарь» сделал в матче против «Реджины». Всего за клуб сыграл 38 матчей, где пропустил 45 мячей и сыграл 8 матчей на ноль.
17 июля 2022 года перешёл в аренду в «Лечче». За клуб дебютировал в матче против «Интернационале». Свой первый «сухарь» сделал в матче против футбольного клуба «Сампдория».

### В сборной
За сборные Италии сыграл 12 матчей, где пропустил 11 мячей.